# دانشکده پزشکی اهواز
دانشکده پزشکی دانشگاه علوم پزشکی جندی‌شاپور اهواز یکی از دانشکده‌های پزشکی ایران وابسته به دانشگاه علوم پزشکی جندی‌شاپور اهواز در اهواز است. این دانشکده در سال ۱۳۳۶ بنیانگذاری شد و دارای ۶ بیمارستان آموزشی است.

## تاریخچه
دانشکده پزشکی اهواز در سال ۱۳۳۶ بنیانگذاری شد. در زمان جنگ ایران و عراق از شهریور تا آذر ۱۳۵۹ وضعیت دانشکده پزشکی نامشخص و نیمه‌تعطیل بود. در سال ۱۳۶۵ این دانشکده و دیگر دانشکده‌های علوم پزشکی از دانشگاه جندی‌شاپور منفک شدند و دانشگاه علوم پزشکی جندی‌شاپور را شکل دادند. هم‌اکنون ریاست این دانشکده را دکتر سید سعید سیدیان برعهده دارد.